# Adam Hrycaniuk
Adam Grzegorz Hrycaniuk (ur. 15 marca 1984 w Barlinku) – polski koszykarz, reprezentant kraju, siedmiokrotny mistrz Polski, występujący na pozycji środkowego, od 2019 zawodnik Krajowej Grupy Spożywczej Arki Gdynia.

## Życiorys
Karierę zawodniczą rozpoczynał w stargardzkiej Spójni. W 2004 wziął udział w obozie Polish Shootout. Całość campu była obserwowana przez trenerów z USA. Hrycaniuk okazał się jednym z czołowych zawodników imprezy. W rezultacie otrzymał stypendium sportowe od uczelni Barton County i wyjechał do Stanów, aby kontynuować swoją koszykarską karierę.
Podczas swojego pierwszego sezonu (2004/05) w Stanach notował 5,6 punktu oraz 3,6 zbiórki. W kolejnym zmienił uczelnię na Trinity Valley Community College. Jego średnie znacznie wzrosły do poziomu 11,8 punktu, 7,2 zbiórki oraz 2,5 bloku na mecz. Został zauważony przez ligę, co zaowocowało wyborem do składu All-Region XIV. Dzięki rozegraniu dobrego sezonu pojawiła się oferta gry z NCAA Division I. W ten sposób Hrycaniuk trafił do University Of Cincinnati, gdzie występuje drużyna Bearcats. Niestety zgodnie z zasadami transferowymi NCAA nie mógł występować podczas sezonu 2006/07. Spędził go na nauce oraz treningach z zespołem. Występy rozpoczął dopiero w trakcie kolejnych rozgrywek (2007/08). Rozegrał wtedy łącznie 32 spotkania uzyskując średnio 6,4 punktu oraz 5,3 zbiórki. Po zakończeniu kampanii powrócił do Polski.

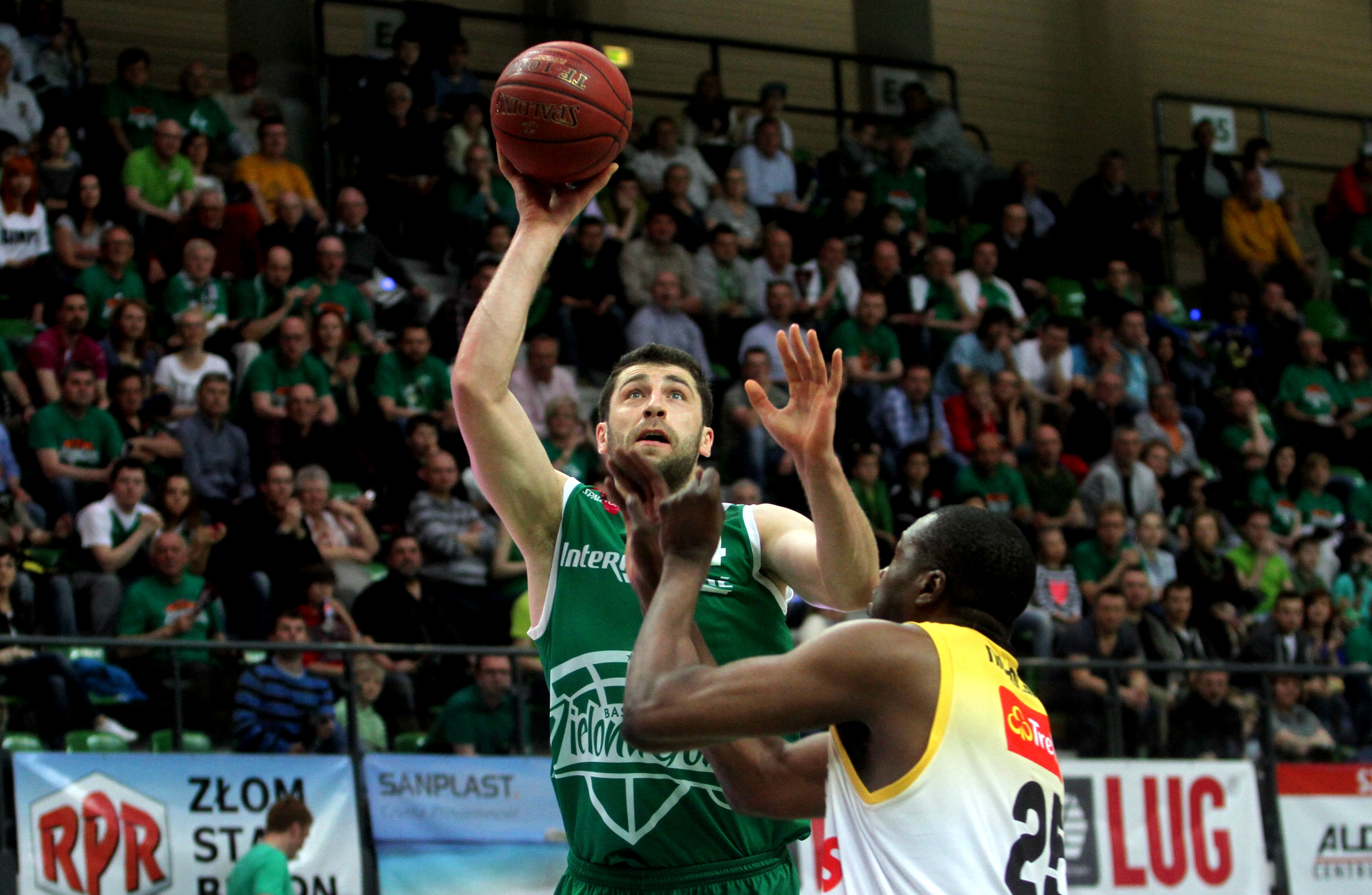
Hrycaniuk oddający rzut w meczu z Treflem Sopot

Po powrocie do kraju trafił bezpośrednio do składu mistrzów Asseco Prokom Sopot. Dotarł z nimi do finału pucharu Polski oraz sięgnął po cztery tytuły mistrzowskie. Wraz z zespołem brał również udział w prestiżowej Eurolidze, gdzie Prokom dotarł do fazy TOP 8. Oprócz występów w PLK Hrycaniuk brał także udział w rozgrywkach I ligi męskiej wraz z II drużyną Asseco. W sezonie 2008/09 notował w niej 10,9 punktu, 9,9 zbiórki i 1,1 przechwytu.
Hrycaniuk od 2010 występuje także w reprezentacji Polski. Z drużyną narodową wziął udział w Eurobaskecie 2011, gdzie wystąpił w 5 spotkaniach, notując średnio 11 punktów oraz 6 zbiórek w ciągu 25 minut gry.
20 lipca 2017 przedłużył umowę ze Stelmetem Zielona Góra.
26 czerwca 2019 podpisał kolejną w karierze umowę z Arką Gdynia (wcześniej Asseco). 6 sierpnia 2022 przedłużył umowę z klubem.
Podczas turnieju mistrzostw świata 2019 w Chinach łącznie był drugim w klasyfikacji zbiórek w ramach reprezentacji Polski (38).
Jego postać można znaleźć w grze NBA 2K15.

## Osiągnięcia
Stan na 20 marca 2024.
College
- Zaliczony do All-Region XIV NJCAA (2006)[11]

Drużynowe
- 7-krotny mistrz Polski (2009, 2010, 2011, 2012, 2015, 2016[12], 2017[13])[14]
- Wicemistrz Polski (2014)
- Zdobywca:
  - pucharu Polski (2015, 2017)[14]
  - superpucharu Polski (2010, 2015)[15]
- Finalista:
  - pucharu Polski (2009, 2016, 2018)[16]
  - superpucharu Polski (2011, 2013, 2016[17], 2017[18])
- Ćwierćfinalista Euroligi (2010)
- Uczestnik rozgrywek:
  - Euroligi (2008–2014, 2015/16)[14]
  - Eurocup (2013–2016)[14]
  - VTB (2010–2012)
- Mistrz Polski kadetów (2000)[19]

Indywidualne
- Laureat nagrody – najbardziej wytrwały zawodnik Energa Basket Ligi w sezonie 2022/23[20]
- MVP kolejki OBL (24 – 2023/2024)[21]
- Zaliczony do:
  - I składu kolejki EBL/OBL (9 – 2021/2022, 24 – 2023/2024)[22][23]
  - III składu PLK według dziennikarzy (2011, 2012)[24]
- Uczestnik meczu gwiazd PLK (2010)[14]
- Lider I ligi w zbiórkach (2009)

Reprezentacja
- Uczestnik mistrzostw:
  - świata (2019 – 8. miejsce[25])
  - Europy (2011 – 17. miejsce, 2013 – 21. miejsce, 2017 – 18. miejsce)[14]

## Statystyki

### W rozgrywkach krajowych
| Sezon     | Drużyna                            | M  | S5 | MPG  | FG% | 3P% | FT%  | RPG  | APG | SPG | BPG | PPG  |
| --------- | ---------------------------------- | -- | -- | ---- | --- | --- | ---- | ---- | --- | --- | --- | ---- |
| 2002/2003 | Spójnia Stargard Szczeciński (PLK) | 13 |    | 9,5  | 32% | –   | 23%  | 1,8  | 0,3 | 0,2 | 0,2 | 1,5  |
| 2003/2004 | Spójnia Stargard Szczeciński (PLK) | 26 | 5  | 15,7 | 44% | –   | 67%  | 3,0  | 0,3 | 0,5 | 0,1 | 4,0  |
| 2008/2009 | Asseco Prokom Sopot (PLK)          | 37 | 25 | 8,0  | 53% | 50% | 46%  | 2,5  | 0,2 | 0,2 | 0,2 | 2,8  |
| 2008/2009 | Asseco Prokom II Sopot (I liga)    | 12 |    | 28,5 | 47% | 31% | 49%  | 9,9  | 0,7 | 1,1 | 0,3 | 10,9 |
| 2009/2010 | Asseco Prokom Gdynia (PLK)         | 36 | 22 | 18,1 | 52% | 11% | 71%  | 5,1  | 0,7 | 0,7 | 0,4 | 5,7  |
| 2009/2010 | Asseco Prokom II Gdynia (I liga)   | 2  |    | 30,5 | 75% | –   | 54%  | 9,5  | 4,0 | 0,0 | 1,5 | 18,5 |
| 2009/2010 | Asseco Prokom III Gdynia (II liga) | 1  |    | 29,0 | 75% | 75% | 100% | 10,0 | 0,0 | 0,0 | 2,0 | 18,0 |
| 2010/2011 | Asseco Prokom Gdynia (PLK)         | 37 | 11 | 18,9 | 57% | –   | 72%  | 5,5  | 0,3 | 0,4 | 0,5 | 7,6  |
| 2011/2012 | Asseco Prokom Gdynia (PLK)         | 26 | 2  | 24,1 | 53% | –   | 61%  | 8,2  | 0,7 | 0,5 | 0,5 | 9,4  |
| 2012/2013 | Asseco Prokom Gdynia (PLK)         | 25 | 24 | 24,3 | 53% | –   | 71%  | 6,8  | 0,9 | 0,6 | 0,2 | 10,0 |
| 2012/2013 | Walencja Basket (ACB)              | 4  |    | 15,8 | 43% | –   | –    | 4,0  | 0,5 | 0,3 | 0,3 | 3,0  |
| 2013/2014 | Stelmet Zielona Góra (PLK)         | 47 | 4  | 15,2 | 49% | –   | 73%  | 5,1  | 0,5 | 0,5 | 0,2 | 5,6  |
| 2014/2015 | Stelmet Zielona Góra (PLK)         | 42 | 20 | 23,1 | 48% | –   | 62%  | 4,8  | 0,8 | 0,5 | 0,3 | 7,4  |
| 2015/2016 | Stelmet BC Zielona Góra (PLK)      | 41 | 6  | 17,0 | 49% | –   | 69%  | 4,9  | 0,8 | 0,2 | 0,0 | 5,7  |
| 2016/2017 | Stelmet BC Zielona Góra (PLK)      | 45 | 8  | 16,0 | 52% | –   | 65%  | 3,8  | 0,6 | 0,2 | 0,2 | 6,0  |
| 2017/2018 | Stelmet Enea BC Zielona Góra (PLK) | 41 | 4  | 15,0 | 59% | –   | 64%  | 4,0  | 0,6 | 0,2 | 0,2 | 6,9  |

### W rozgrywkach międzynarodowych
| Sezon     | Drużyna                                      | M  | S5 | MPG  | FG% | 3P%  | FT%  | RPG | APG | SPG | BPG | PPG |
| --------- | -------------------------------------------- | -- | -- | ---- | --- | ---- | ---- | --- | --- | --- | --- | --- |
| 2008/2009 | Asseco Prokom Sopot (Euroliga)               | 15 | 13 | 10,9 | 21% | 0%   | 83%  | 3,5 | 0,2 | 0,4 | 0,1 | 1,1 |
| 2009/2010 | Asseco Prokom Gdynia (Euroliga)              | 20 | 15 | 13,6 | 58% | 0%   | 92%  | 3,3 | 0,2 | 0,6 | 0,2 | 3,5 |
| 2010/2011 | Asseco Prokom Gdynia (Euroliga)              | 9  | 0  | 8,1  | 50% | 0%   | 100% | 2,7 | 0,4 | 0,1 | 0,0 | 2,4 |
| 2010/2011 | Asseco Prokom Gdynia (VTB)                   | 8  |    | 15,7 | 50% | –    | 74%  | 3,8 | 1,0 | 0,5 | 0,4 | 5,8 |
| 2011/2012 | Asseco Prokom Gdynia (Euroliga)              | 10 | 1  | 20,6 | 36% | –    | 50%  | 4,7 | 0,6 | 0,3 | 0,4 | 6,0 |
| 2011/2012 | Asseco Prokom Gdynia (VTB)                   | 16 |    | 22,4 | 49% | 0%   | 67%  | 5,8 | 0,7 | 0,4 | 0,8 | 7,3 |
| 2012/2013 | Asseco Prokom Gdynia (Euroliga)              | 10 | 8  | 23,5 | 41% | –    | 68%  | 5,3 | 0,8 | 0,1 | 1,1 | 9,0 |
| 2013/2014 | Stelmet Zielona Góra (Euroliga)              | 10 | 1  | 13,2 | 42% | –    | 36%  | 3,5 | 0,6 | 0,0 | 0,4 | 3,4 |
| 2013/2014 | Stelmet Zielona Góra (Eurocup)               | 6  | 1  | 13,3 | 48% | –    | 60%  | 3,5 | 1,5 | 0,2 | 0,3 | 3,8 |
| 2014/2015 | Stelmet Zielona Góra (Eurocup)               | 10 | 6  | 17,8 | 57% | –    | 77%  | 3,7 | 0,2 | 0,2 | 0,2 | 7,1 |
| 2015/2016 | Stelmet BC Zielona Góra (Euroliga)           | 10 | 3  | 14,5 | 38% | –    | 50%  | 2,6 | 0,7 | 0,1 | 0,4 | 3,3 |
| 2015/2016 | Stelmet BC Zielona Góra (Eurocup)            | 10 | 0  | 10,5 | 43% | –    | 46%  | 2,8 | 0,2 | 0,0 | 0,2 | 3,2 |
| 2016/2017 | Stelmet BC Zielona Góra (Liga Mistrzów)      | 14 | 3  | 16,8 | 53% | 0%   | 57%  | 3,7 | 0,7 | 0,4 | 0,0 | 5,6 |
| 2016/2017 | Stelmet BC Zielona Góra (Europe Cup)         | 2  | 1  | 17,1 | 33% | –    | 50%  | 4,0 | 1,0 | 0,5 | 0,0 | 4,0 |
| 2017/2018 | Stelmet Enea BC Zielona Góra (Liga Mistrzów) | 16 | 2  | 14,7 | 54% | 100% | 73%  | 4,4 | 0,4 | 0,2 | 0,1 | 5,5 |